# Dicranum orthophyllum
Dicranum orthophyllum är en bladmossart som beskrevs av Brotherus 1929. Dicranum orthophyllum ingår i släktet kvastmossor, och familjen Dicranaceae. Inga underarter finns listade i Catalogue of Life.